# Dante Heroico Fortunato de Patta
Dante Heróico Fortunato de Patta (Porto Alegre, 17 de junho de 1923 – Florianópolis, 1986) foi um advogado e político brasileiro.
Foi vereador em Orleans, de 15 de dezembro de 1947 a 31 de janeiro de 1951.
Foi deputado estadual de Santa Catarina na 5ª legislatura (1963 — 1967), como suplente convocado.